# Roullens
Roullens là một xã của Pháp, nằm ở tỉnh Aude trong vùng Occitanie. Người dân địa phương trong tiếng Pháp gọi là Roullensois.
Roullens cách Carcassonne 8 km.
Các xã giáp ranh: Couffoulens, Lavalette và Preixan.

## Hành chính
| Danh sách các xã trưởng                |                  |                  |      |         |
| Giai đoạn                              | Giai đoạn        | Tên              | Đảng | Tư cách |
| tháng 3 năm 2008                       | đương nhiệm      | Roland Combettes | PCF  |         |
| 2004                                   | tháng 3 năm 2008 | Roland Combettes |      |         |
| tháng 3 năm 2001                       | 2004             | Gilbert Combes   |      |         |
| Tất cả các dữ liệu trước đây không rõ. |                  |                  |      |         |

## Thông tin nhân khẩu
| Năm | 1962 | 1968 | 1975 | 1982 | 1990 | 1999 | 2006 |
| --- | ---- | ---- | ---- | ---- | ---- | ---- | ---- |
| Dân số | 194  | 226  | 213  | 251  | 348  | 416  | 467  |
| From the year 1968 on: No double counting—residents of multiple communes (e.g. students and military personnel) are counted only once. |      |      |      |      |      |      |      |